# Petit lac Batiscan
Petit lac Batiscan är en sjö i Kanada.   Den ligger i regionen Capitale-Nationale och provinsen Québec, i den sydöstra delen av landet, 300 km nordost om huvudstaden Ottawa. Petit lac Batiscan ligger 406 meter över havet. Arean är 4,0 kvadratkilometer. Den sträcker sig 4,7 kilometer i nord-sydlig riktning, och 3,4 kilometer i öst-västlig riktning.
I omgivningarna runt Petit lac Batiscan växer i huvudsak blandskog. Runt Petit lac Batiscan är det glesbefolkat, med 12 invånare per kvadratkilometer.